# Abadia de Goiás
Abadia de Goiás este un oraș în Goiás (GO), Brazilia.